# Cremlino
Il Cremlino (in russo Московский Кремль?, Moskovskij Kremlʾ) è una cittadella fortificata posta nel centro geografico e storico della città di Mosca, sulla riva sinistra del fiume Moscova, sulla collina Borovickij. È la parte più antica della città e rappresenta uno dei più importanti complessi artistici e storici della nazione. Inoltre, è la sede del parlamento e dell'esecutivo, nonché la residenza del capo di Stato, e pertanto indica per metonimia il governo della Russia.
Quello di Mosca non è l'unico cremlino della Russia, benché all'estero quello moscovita sia "il Cremlino" per antonomasia, essendo il più grande e importante di tutta la Russia. La parola russa кремль (cirillico russo per kreml') significa fortezza e sono molte le città russe sviluppatesi nel corso della storia attorno al proprio cremlino. La parte occidentale del Cremlino è circondata dai Giardini di Alessandro (Александровский сад), uno dei primi parchi urbani moscoviti.

## Storia
I primi insediamenti umani nel territorio che ospita il Cremlino risalgono all'età del bronzo (II millennio a.C.). Sul sito dove sorge la Cattedrale dell'Arcangelo Michele sono stati rinvenuti reperti di un insediamento risalente alla prima età del ferro (seconda metà del I millennio a.C.). Il Cremlino nacque come fortificazione dell'insediamento che sorgeva sulla collina Borovickij, in prossimità della confluenza del torrente Neglinnaja nella Moscova. Le più antiche menzioni del Cremlino nelle cronache dell'epoca risalgono al 1147. Le prime fortificazioni vennero erette nel 1156, per una lunghezza complessiva di circa 700 metri. Dal 1264 divenne la residenza dei principi di Mosca. Nel XIV secolo il territorio del Cremlino si allargò attraverso la realizzazione di palizzate di tronchi di quercia, che nel 1367 verranno sostituite da mura e torri di pietra bianca.
Fra i secoli XIII e XIV furono costruite le prime chiese in pietra e, durante la seconda metà del XV secolo, l'intero Cremlino venne ricostruito. Il suo centro divenne la "Piazza delle Cattedrali", delimitata dalla Cattedrale della Dormizione (1475-79), dalla cattedrale dell'Annunciazione (1484-89), dal Palazzo delle Faccette, realizzato a cura degli architetti italiani Aristotele Fioravanti, Marco Ruffo e Pietro Antonio Solari (1487-91), dalla Cattedrale dell'Arcangelo Michele (1505-08), con la cripta dei principi e degli zar russi, e dal campanile di Ivan il Grande. Negli anni 1485-95, sotto Ivan III, su progetto dell'architetto Aristotele Fioravanti, furono ricostruite le strutture fortificate. Comparvero nuove mura e torri, più alte e più spesse delle precedenti, di mattoni rossi. Negli anni 1508-16, nel luogo oggi occupato dalla Piazza Rossa, fu scavato un fossato, riempito con l'acqua del torrente Neglinnaja. Il Cremlino divenne una fortezza pressoché inespugnabile, circondata dall'acqua su tutti i lati.
Tra i secoli XVII e XIX vi vennero costruiti edifici non religiosi e l'insieme della cittadella raggiunse una sua logica completezza. Nel 1635-36 fu costruito il palazzo Teremnoy (Теремной дворец) accanto al Palazzo Granovitij. Nel XVII secolo le torri del Cremlino vennero completate e assunsero quello che è il loro aspetto odierno. Nel periodo 1702-36 fu costruito il grande palazzo dell'arsenale, alla direzione gli architetti D. Ivanov e Ch. Konrad e alla supervisione di Michail Ivanovič Čoglokov. Tra il 1776 ed il 1787 venne eretto il palazzo del Senato, sotto la direzione di Matvej Fëdorovič Kazakov.
Nel 1812 Mosca e il Cremlino furono assediati dall'esercito francese di Napoleone Bonaparte. Ritirandosi, Napoleone diede l'ordine di minare e far saltare tutte le costruzioni del Cremlino. Le cariche in maggioranza non esplosero; tuttavia, le perdite furono comunque notevoli: crollarono le torri Vodovoznaja, Petrovskaja e Pervaja bezimjannaja, mentre furono danneggiate seriamente la torre dell'arsenale e l'area prospiciente il campanile Ivan Velikij. La ricostruzione dei danni occupò vent'anni di lavori, dal 1815 al 1836.
L'idea di costruire il Gran Palazzo del Cremlino (Большой Кремлёвский дворец) risale alla metà del XVIII secolo. Il palazzo sorge sulla pendice meridionale del colle, disposto parallelo al fiume. Furono presentati per la sua realizzazione diversi progetti, opere degli architetti Vasilij Baženov, Matvej Kazakov, Nikolaj L'vov e Vasilij Stasov, ma solo il progetto di Konstantin Thon fu accettato e realizzato negli anni 1839-49. Suo anche il progetto del Palazzo dell'Armeria, costruito negli anni 1844-51.
Con l'avvento dell'Unione Sovietica, il Cremlino divenne uno dei simboli del nuovo corso: tra il 1935 e il 1937, le aquile bicipiti poste sulla sommità delle principali torri del Cremlino (Spasskaja, Nikolskaja, Troickaja, Borovickaja e Vodovosnaja) furono sostituite da stelle di rubino a cinque punte del diametro di 3 - 3,75 metri. Negli anni 1959-61 fu costruito il Palazzo dei congressi del Cremlino (Кремлёвский Дворец съездов), oggi "Palazzo statale del Cremlino" (Государственный Кремлёвский дворец).
Dal 1955 il Cremlino è stato aperto ai visitatori, diventando un museo a cielo aperto di cui è attualmente direttrice Elena Gagarina, figlia del cosmonauta Jurij Gagarin.
Nel 1990 l'UNESCO dichiarò il Cremlino patrimonio dell'umanità. Nel 2012, però, il luogo aveva ricevuto una minaccia di delisting dalla lista dei patrimoni dell'umanità da parte del World Heritage Committee dell'agenzia, in quanto il presidente Vladimir Putin aveva richiesto la costruzione di nuove strutture di servizio per gli uffici presidenziali, senza tenere conto che edificare nei siti protetti è severamente vietato.

## Architettura del Cremlino
I primi insediamenti umani nel territorio che ospita il Cremlino risalgono all'età del bronzo (II millennio a.C.). Sul sito dove sorge la Cattedrale dell'Arcangelo Michele sono stati rinvenuti reperti di un insediamento risalente alla prima età del ferro (seconda metà del I millennio a.C.).
Il Cremlino nacque come fortificazione dell'insediamento che sorgeva sulla collina Borovickij, in prossimità della confluenza del torrente Neglinnaja nella Moscova. Le più antiche menzioni del Cremlino nelle cronache dell'epoca risalgono al 1147. Le prime fortificazioni vennero erette nel 1156, per una lunghezza complessiva di circa 700 metri. Dal 1264 divenne la residenza dei principi di Mosca.

## Organizzazioni che operano all'interno del Cremlino
- Palazzo di Stato del Cremlino - sede legislativa
- Servizio federale di difesa - assolve alla funzione di proteggere i funzionari superiori dello stato.
- Chiesa ortodossa russa - gestisce le basiliche e le chiese della cittadella
- Museo del Cremlino moscovita - fondato il 10 marzo 1806, è l'autorità che cura e valorizza il patrimonio culturale del Cremlino

## Galleria d'immagini

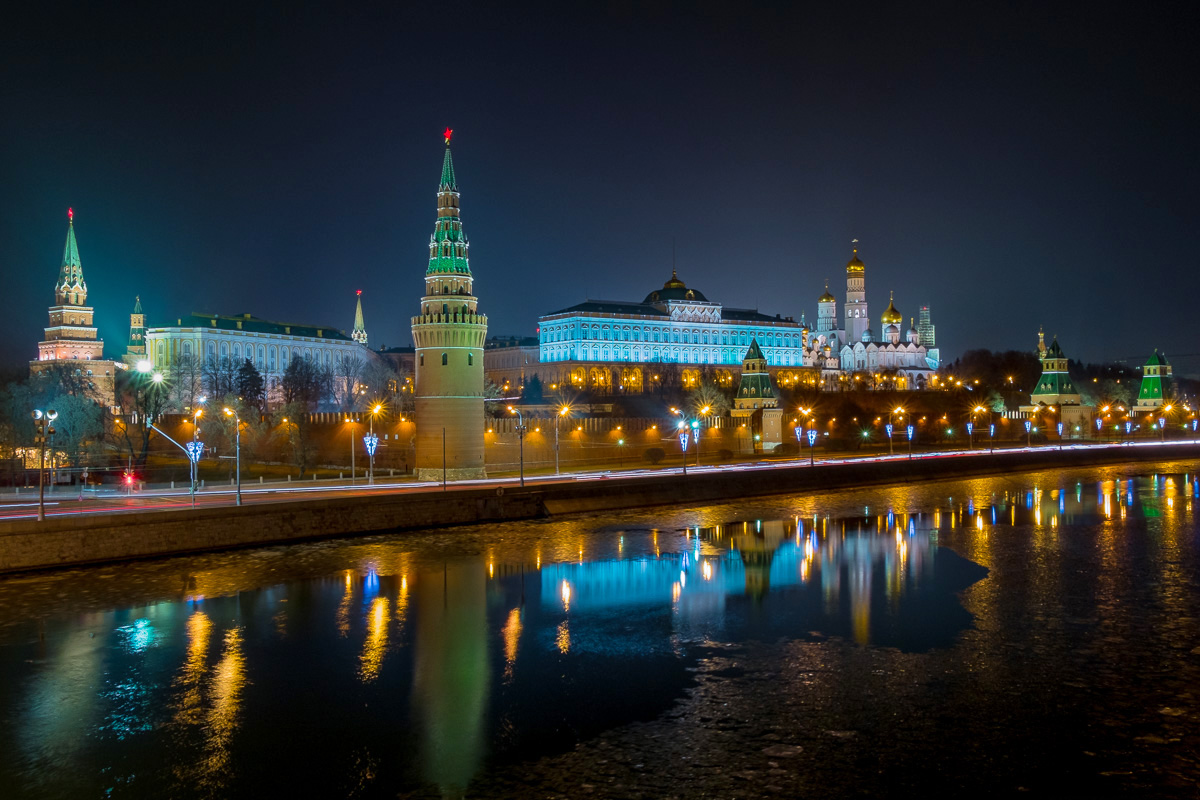
Veduta notturna del Cremlino dal Ponte Bol'šoj Kamennyj
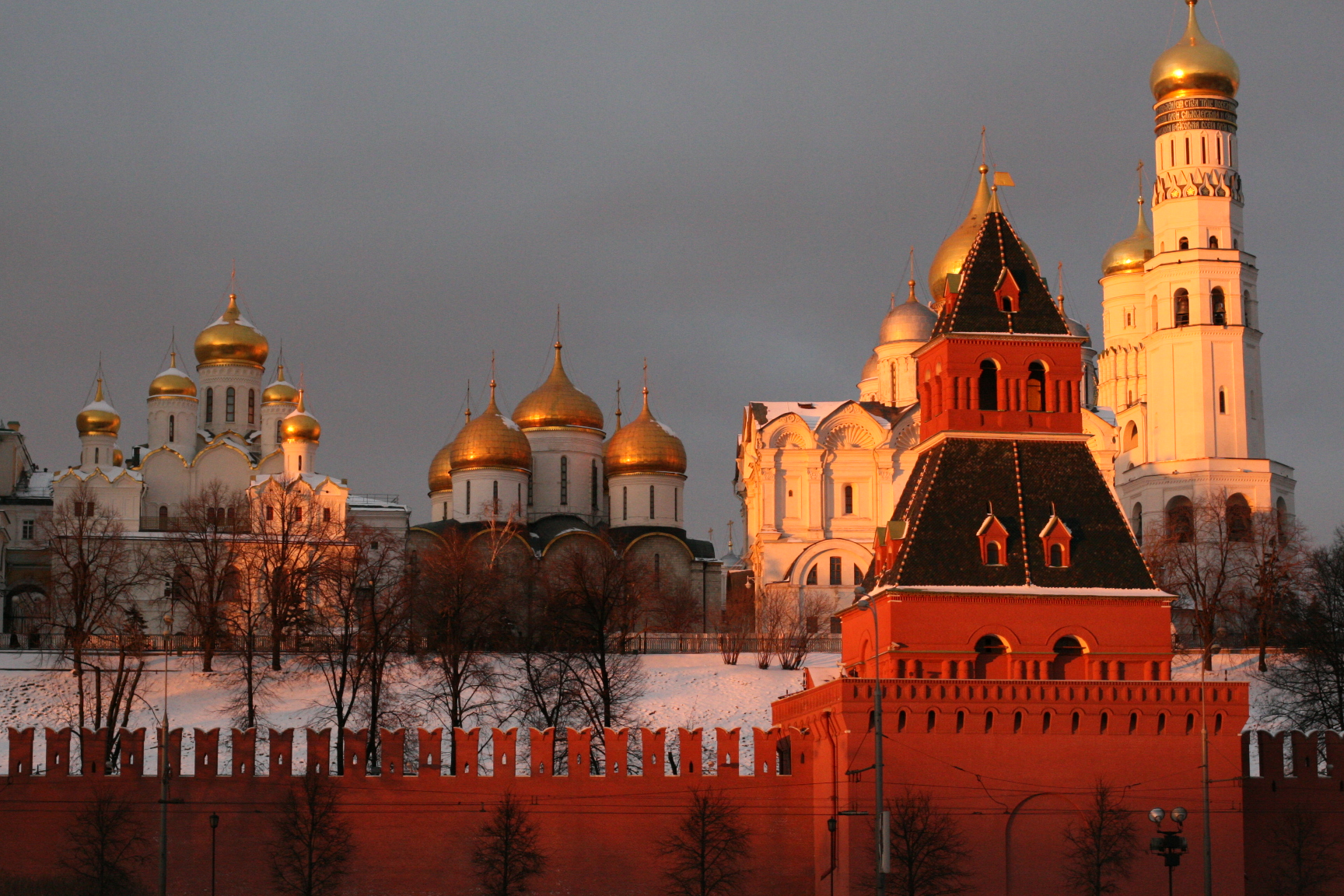
Veduta del Cremlino con le cupole delle Cattedrali
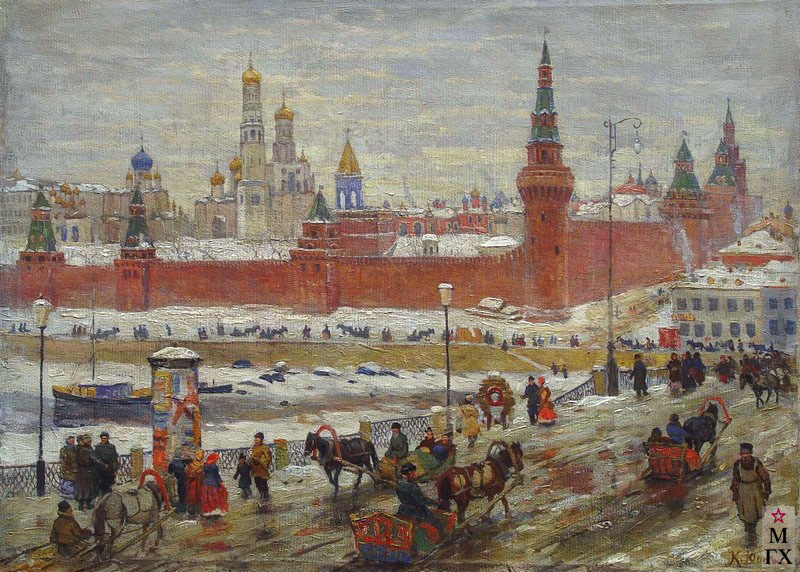
Il Cremlino (1908, Constantino Juon)

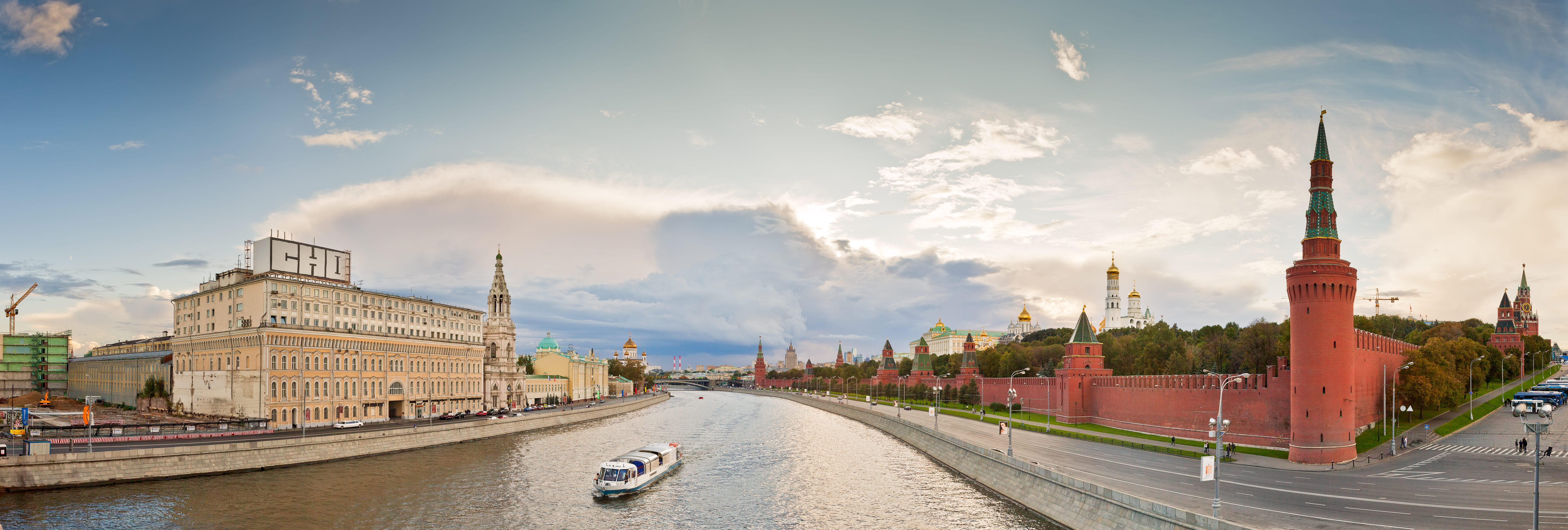
Una veduta prospettica del Cremlino
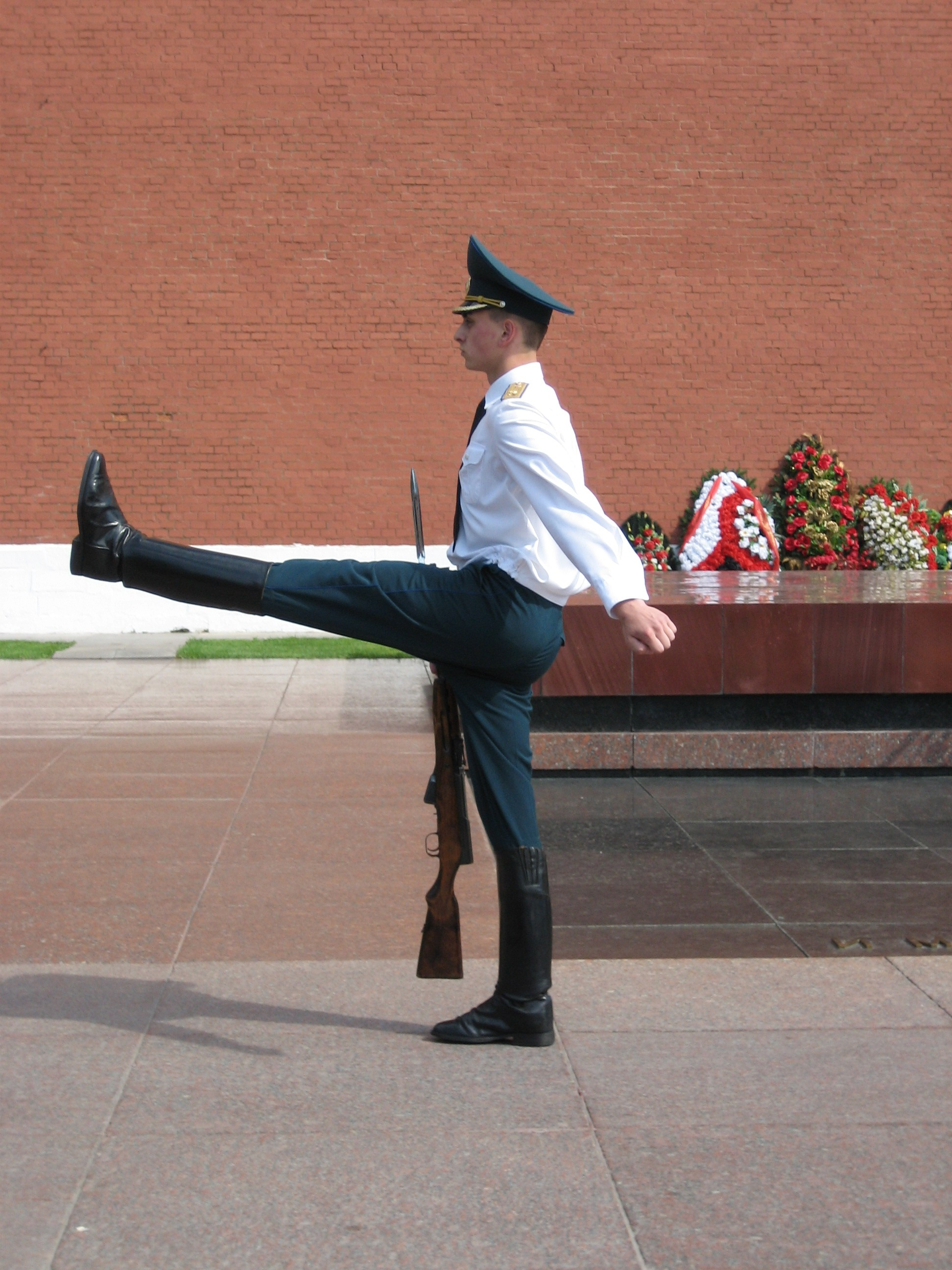
Cambio della guardia al Cremlino
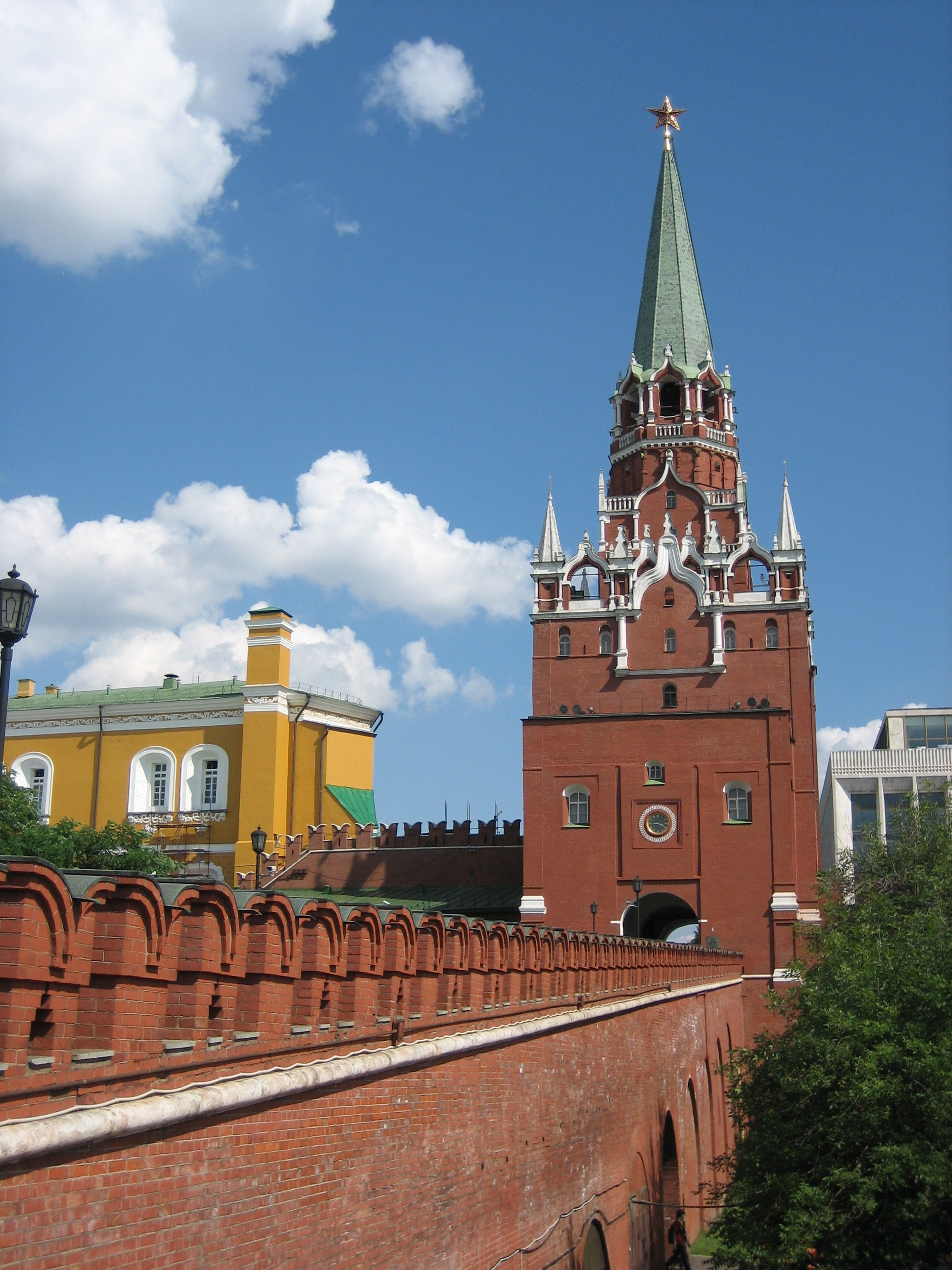
Una torre del Cremlino
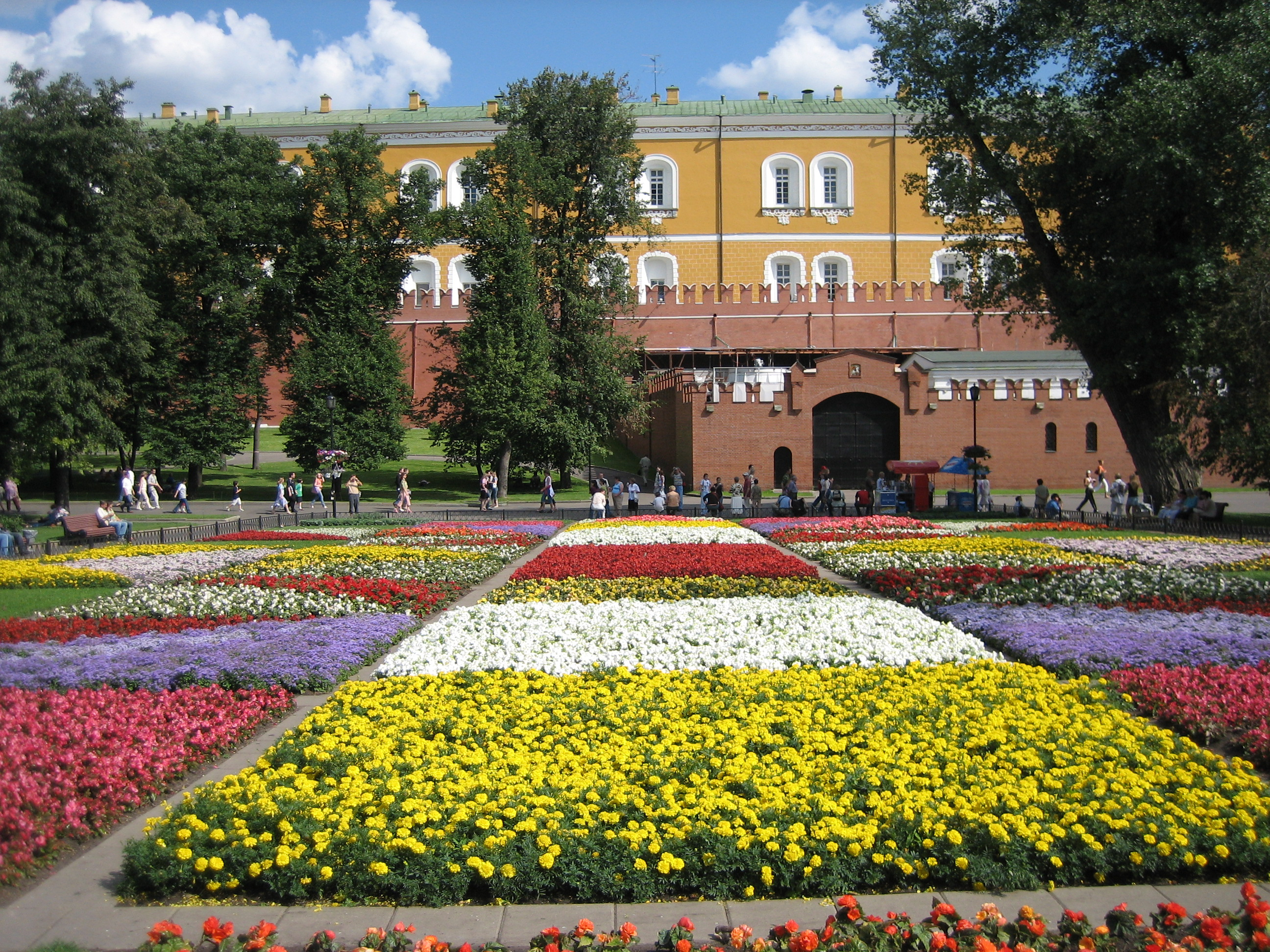
Aiuole nella piazza antistante il Cremlino